# Кондрацкий, Сергей Анатольевич
Сергей Анатольевич Кондрацкий (26 марта 1967) — советский, российский, казахстанский футболист, нападающий.
Воспитанник ДЮСШ Петропавловска, первый тренер Сергей Гороховодацкий. В первенстве СССР играл за «Авангард»/«Металлист» Петропавловск во второй (1983—1984, 1989) и второй низшей (1990—1991) лигах и турнире КФК (1985—1986). В 1992 году провёл за «Металлист» в чемпионате Казахстана 31 игру, забил 18 мячей. В первой (1993—1995, 1997—1998) и второй (1996, 2001) лигах первенства России выступал в составе клуба «Иртыш» Омск — 207 игр, забил 45 голов. В чемпионате Казахстана играл также за команды «Женис» Астана (1999), «Акмола» Кокчетав (2002), «Есиль-Богатырь» Петропавловск (2002—2003).